# نادی‌نیاراد
نادْیْ‌نْیاراد (به مجاری:  Nagynyárád) یک شهرداری در مجارستان است که در ناحیه موهاچ واقع شده‌است.